# Ladybird (navigateur)
Pour les articles homonymes, voir Ladybird.
Ladybird est un navigateur web développé from scratch issu du projet SerenityOS. L'engouement vient du fait qu'il a été créé par  un ingénieur logiciel très experimenté, Andreas Kling, qu'il a développé seul pendant des années, avant d'y fédérer une communauté du logiciel libre. Le navigateur Ladybird a reçu une certaine attention, puis des campagnes de dons ont permis de le rendre indépendant. Il est notamment apprécié pour apporter un moteur de rendu différent de 3 acteurs : Gecko de la Mozilla Foundation, WebKit d'Apple, et Blink de Chromium.
À l'été 2024, à la suite d'une donation d'un million de dollars au projet, qui suivait les deux de 100 000 dollars l'été précédent, Andreas Kling annonce se retirer du projet SerenityOS afin de se concentrer pleinement au développement de Ladybird.

## Histoire
Andreas Kling, ancien ingénieur développeur pour Apple et Nokia, décide de soigner son addiction aux stupéfiants en se donnant à plein temps au système d'exploitation SerenityOS. Celui ci a pour but d'apporter un OS récent aux nostalgiques de l'informatique des années 1990, avec un affichage tendance Redmond. Développé pendant plusieurs années par Andreas Kling, différents développeurs le rejoignent dans cette aventure, et la génèse d'un navigateur web, réalisé de zéro (from scratch), prend forme. Après avoir investi plusieurs années de son temps dans le projet de SerenityOS et de Ladybird, Kling, son initiateur, quitte le projet en bons termes, pour des raisons personnelles. Le projet est alors poursuivi par la communauté qu'il avait fédéré,.
Ladybird est le navigateur fourni par défaut dans SerenityOS, après plusieurs années de développement de celui-ci. Développé en C++, il permet un rendu des pages HTML, sans prise en charge de JavaScript. Il fait partie des rares navigateurs à ne pas supporter volontairement JavaScript (Dillo, Lynx, NetSurf...).

## Mécenat et développement récent
À l'été 2023, le projet reçoit une donation de 100 000 USD. Puis un autre don de la même somme est faite. Un an plus tard, à l'été 2024, le fondateur de GitHub lui fait une donation d'un million de dollars.
Andreas Kling annonce se retirer du projet SerenityOS afin de se concentrer pleinement au développement de Ladybird.
Une charte de mécénat s'applique aux organisations souhaitant investir dans le projet, pour permettre une indépendance totale au logiciel, et éviter de se retrouver dans la situation de Mozilla par rapport à Google.

## Troisième acteur du jeu
Plusieurs observateurs notent que l'arrivée de ce navigateur comme une très bonne nouvelle, notamment pour le bon équilibre concurrentiel des moteurs de rendu, qui sont alors en triopole.
- WebKit, d'Apple, utilisé dans Safari, sur macOS, Windows et iOS,
- Blink, utilisé par Chromium et ses dérivés : Google Chrome, Microsoft Edge, Brave, Opera, Vivaldi...,
- Gecko, fourni par la Mozilla Foundation.

L'arrivée de Ladybird permet d'ouvrir une fenêtre à un quatrième acteur ne dépendant pas d'une grande organisation. Il intervient également lorsqu'une partie de la presse informatique relate plusieurs points d'interrogation et de mystère sur la gestion de la Mozilla Foundation.